# (17805) Švestka
(17805) Švestka est un astéroïde de la ceinture principale.

## Description
(17805) Švestka est un astéroïde de la ceinture principale. Il fut découvert le 30 mars 1998 à l'Observatoire Kleť par Miloš Tichý et Zdeněk Moravec. Il présente une orbite caractérisée par un demi-grand axe de 3,00 UA, une excentricité de 0,07 et une inclinaison de 10,5° par rapport à l'écliptique.

## Compléments